# Marcelo Claure
Raúl Marcelo Claure Bedoya (La Paz, 9 de diciembre de 1970) es un empresario multimillonario boliviano y estadounidense, director ejecutivo de Sprint Corporation, y fundador de Brightstar Corporation. Es también conocido por ser uno de los fundadores del equipo profesional de fútbol Inter de Miami de la Major League Soccer de los Estados Unidos, además de ser uno de los accionistas del club Girona FC de España, y Presidente del Club Bolívar de Bolivia.
Desde su fundación en 1997, Brightstar ha crecido hasta convertirse en una empresa cotizada en cerca a 8 mil millones de dólares. Además de una presencia en aproximadamente 50 países, en seis continentes.
El 5 de agosto de 2014, fue seleccionado para remplazar a Dan Hesse como CEO de Sprint Corporation (efectiva 11 de agosto de 2014). El anuncio lo hizo el 6 de agosto de 2014.

## Primeros años y educación
Marcelo Claure nació en Guatemala, el 9 de diciembre de 1970, debido  a que su padre, René Claure, un diplomático paceño que trabajaba como geólogo para el servicio diplomático de las Naciones Unidas, residió en calidad de trabajo, un total de 2 años en aquel país, para luego trasladarse a otros destinos de trabajo.
Cuando tenía dos años, su familia se mudó a Marruecos, luego a República Dominicana, antes de regresar a su ciudad de origen, La Paz, Bolivia, donde Claure pasó la mayor parte de su infancia y juventud. Asistió a la escuela del Instituto Domingo Savio, y luego se transfirió al American Cooperative School en La Paz, graduándose en 1989. Más tarde ese año, dejó La Paz para asistir a lo que entonces era la Universidad de Lowell, en Lowell, Massachusetts. Posteriormente se transfirió a Bentley College en Waltham, Massachusetts, graduándose en 1993 con una Licenciatura en Ciencias en Economía y Finanzas. Tiene un doctorado honorario en Ciencias Comerciales de la Universidad de Bentley.

## Carrera empresarial
Durante su etapa universitaria, Claure se adentró en el mundo de los negocios, por medio de la adquisición de millas aéreas para su venta masiva,  obteniendo buenos márgenes de ganancia, y pasando a fundar su primera compañía, una especializada en la oferta de millas aéreas y la intermediación con clientes altamente potenciales; posteriormente, después de su graduación de la universidad, ya como propietario de un capital creciente, retornó a La Paz, y se unió la Federación Boliviana de Fútbol, operando como encargado de Marketing Internacional.
En 1995, regresó a los Estados Unidos, decidiendo comprar por valor anticipado, "USA Wireless", un pequeño distribuidor minorista de celulares, ubicado en Boston, expandiendo la compañía hasta tener 500 tiendas en todo Estados Unidos, antes de venderla un año después. En 1996, Claure fue elegido presidente de Small World Communications, una compañía de comunicaciones con sede en Rancho Palos Verdes, California. Claure dirigió la compañía dos años, antes de mudarse a Florida para empezar Brightstar en 1997.

## Brightstar Corp.
Brightstar fue fundada en Miami en 1997, como un distribuidor y proveedor de servicios para la industria inalámbrica enfocada en el mercado latino americano. La compañía abrió oficinas en Bolivia, Brasil, Paraguay y el Caribe. El 2000, la compañía llegó a un acuerdo de distribución con Motorola para toda Latinoamérica, que fue seguido con el lanzamiento de subsidiarias en Argentina, Uruguay, Venezuela, Ecuador, Perú y El Salvador. Una subsidiaria estadounidense de Brightstar se abrió en 2001, con sede en Chicago, y luego se expandió a Asia, luego Europa, Medio Oriente y África.
Brightstar opera en aproximadamente 50 países y seis continentes alrededor del globo. La revista Forbes Magazine la reconoció como una de las más grandes compañías privadas en Estados Unidos, ubicándola en el puesto número 55 el 2013. Inc. Magazine identificó a Brightstar como una de las compañías de más rápido crecimiento en los Estados Unidos, ubicándola en el puesto número seis de su listado anual Inc. 500/5000 el 2009. También fue reconocida por HispanicBusiness.com como el mayor negocio de propiedad hispana en los Estados Unidos el 2007, 2008, 2009, 2011 y 2012.
El 18 de octubre de 18 2013 – "Brightstar" y SOFTBANK CORP. ("SoftBank") (TSE: 9984) anunciaron un acuerdo definitivo por el cual SoftBank invertiría 1.26 billones de Dólares Americanos en Brightstar. La transacción debía cerrarse en enero de 2014. SoftBank adquirirá aproximadamente del 57% de acciones de Brightstar y Marcelo Claure tendrá el 43%. Durante los siguientes cinco años, o hasta que se cumplan algunas condiciones, los propietarios de SoftBank aumentarán su participación en Brightstar hasta el 70%.
En diciembre de 2013, Brightstar Corporation. anunció planes para adquirir 20:20 Mobile en Europa. Una vez que esto ocurra el primer trimestre del 2014, Brightstar contará con instalaciones en el Reino Unido, España, Hungría, Portugal, Dinamarca, Finlandia, Noruega, y Suecia, y proveerá productos y servicios en 13 países de Europa.

## Sprint
Claure fue elegido presidente y CEO de Sprint el 11 de agosto de 2014 y ha servido en la junta directiva de Sprint desde enero de 2014. Como Presidente y CEO, la primera prioridad de Claure será continuar la construcción de la red de Sprint, Como asegurar que Sprint siempre mantiene ofertas verdaderamente competitivas en el mercado. [12]
El nuevo CEO de Sprint tiene experiencia en el mundo de la telefonía, ya que fundó la empresa de distribución de telefonía móvil Brightstar Corporation, que fue adquirida por el padre japonés de Sprint SoftBank Corp.
El nombramiento se produjo en un momento de incertidumbre para la empresa, ya que se bajó de comprar T-Mobile por unos 32.000 millones de dólares. Será Claure de decidir si este movimiento en una buena idea o un desastre.
7 de febrero de 2017 Marcelo Claure presidente de Sprint anuncia la adquisición de un 33% de TIDAL con el que promete recompensar a los 45 millones de clientes de Sprint y a los futuros suscriptores con acceso ilimitado a la plataforma de entretenimiento. Así como a contenidos exclusivos.
Como parte de esta asociación, Jay Z y los dueños de TIDAL dirigirán el servicio centrado en artistas, encaminado y haciendo crecer la relación directa entre artistas y aficionados. Mientras, Marcelo se unirá a la mesa directiva de TIDAL.

## Fútbol y el Club Bolívar
En 2008, Marcelo Claure fundó BAISA (Bolívar Administración, Inversiones y Servicios Asociados, S.R.L.), entidad que opera el Bolívar, el equipo de fútbol más laureado de Bolivia. A la actualidad, Marcelo Claure logró 9 títulos para el Bolívar de la Primera División de Bolivia.
En 2014, el Club Bolívar llega a una semifinal de Copa Libertadores de América luego de 28 años. En el caso de Bolívar es especial: en los últimos 12 años ningún equipo boliviano había logrado superar la fase de grupos y "La academia"-como se le conoce en Bolivia- dirigido por el español Xabier Azkargorta hizo historia al eliminar a grandes clubes. En fase de grupos eliminó a Emelec de Ecuador, Flamengo de Brasil y al Club León de México. De vuelta al Club León de México y en los octavos de final y a Club Atlético Lanús argentino en cuartos.
También es miembro del Committee for Fair Play and Social Responsibility de la Federación Internacional de Fútbol Asociado.

## Premios y reconocimientos
World Economic Forum (WEF) Young Global Leader.
Ernst & Young Premio Entrepreneur of the Year y miembro vitalicio de Ernst & Young’s Entrepreneur of the Year Hall of Fame.
Hispanic Businessman of the Year por la United States Hispanic Chamber of Commerce.
Global Telecoms Business “Forty Under Forty” Leaders;
Hispanic Business Magazine, Entrepreneur of the Year;
Hispanic Magazine, Top Hispanic Entrepreneurs; LISTA, CEO of the Year; América Economía, Award of Excellence; PODER Magazine, Top Hispanic Entrepreneur; BN Americas, Hall of Fame; Wall Street Journal, CEO Council Member and The Group of Fifty (G-50) Member.
Advisory Board of Harvard University Kennedy School of Government’s Latino Leadership Initiative.
Bentley University’s Board of Trustees
Florida International University’s Board of Trustees.

## Vida personal
Marcelo Claure se casó con Jordan Engard en 2005. La pareja tiene cuatro hijas y vive en Miami Beach. Claure tiene también dos hijos de un matrimonio anterior.
Apoya a Doria Medina en las elecciones presidenciales de 2025 para «expulsar el socialismo de Bolivia».

## Filantropía
Junto a Nicholas Negroponte, es miembro fundador de One Laptop Per Child (Una Laptop por Niño), una organización enfocada en empoderar a los niños pobres del mundo a través de la educación proporcionándoles laptops de bajo costo.